# Reca
Reca je obec na Slovensku v okrese Senec. Žije zde přibližně 1 700 obyvatel. V obci je zastávka na železniční trati Bratislava–Štúrovo. Nachází se zde kostel reformované církve.

## Historie
První písemná zmínka o obci pochází z roku 1256 v predikátu Petrus de Rethe, poté v roce 1310 jako terra Rethe a byla zpočátku královským majetkem hradu Pressburg (nyní Bratislava). Zemědělskou obec ve 13. a 14. století vlastnili místní šlechtici, později jiní šlechtici.
V 17. století došlo k přílivu exulantů z Moravy, kteří přišli do Uherského království po bitvě na Bílé hoře, aby zde mohli svobodně vyznávat svou víru. Už na konci 20. let si Moravané postavili v zahradě nenápadnou modlitebnu, na jejíž zeď namalovali utrakvistický kalich. Tuto „husitskou“ modlitebnu používali i maďarští reformovaní. V roce 1701 byl v obci postaven kostel, kromě maďarských bohoslužeb v něm probíhaly i bohoslužby české. Vyhrazeným prvním lavicích vlevo od kazatelny se říkalo husitské lavice. Maďarskému reformovanému sboru (původně byl český a bratrský) byl po roce 1681 povolen artikulární kostel, proto sem docházeli i exulanti ze zakázaných bratrských sborů v Senici a Púchově. Maďarský sbor poskytoval rovněž ochranu i moravským návštěvníkům bohoslužeb, ti byli převážně z Nosislavska a Kloboucka. V květnu 1781 zahájili jihomoravští evangelíci (obdobně jako obyvatelé Valašska) akce pasivního odporu, kdy se veřejně prohlásili za evangelíky a v době nejnáročnějších zemědělských prací (např. červen 1781) podnikali hromadné poutě do zdejšího artikulárního kostela. V jihovýchodních Čechách a na jihozápadní Moravě měla být existence později vydaného  tolerančního patentu utajena, avšak příslušníci skryté církve si jej na konci roku 1781 obstarali zde, v Reci, a cestou zpátky jej rozšířili (k nelibosti rakouských úředníků) do mnoha míst.
V obci se natrvalo usadilo asi 30 rodin vyhnanců.
Do roku 1918 byla obec součástí Uherska. Kvůli první vídeňské arbitráži byla v letech 1938 až 1945 součástí Maďarska.

## Osobnosti
- Tibor Huszár
- Alexander Móži